# Raoul Heinrich Francé
Raoul Heinrich Francé, pseudonyme de Rudolf Heinrich Franzé (né le 20 mai 1874 à Vienne, mort le 3 octobre 1943 à Budapest) est un botaniste, microbiologiste et philosophe de la nature austro-hongrois.

## Biographie
Raoul Heinrich Francé étudie très tôt la chimie analytique et la microtechnique en autodidacte. À 16 ans, il devient le plus jeune membre de la Société royale hongroise des sciences naturelles, où il travaille de 1893 à 1898 en tant que rédacteur en chef adjoint du magazine. À partir de 1897, Francé étudie la médecine pendant huit semestres et devient élève de Geza Entz, chercheur hongrois sur les protozoaires. Pendant ce temps, il effectue quatorze voyages de recherche botanique. En 1898, il est nommé directeur adjoint de l'Institut pour la protection des végétaux de l'Académie d'agriculture de Hongrie à Altenburg. Il publie alors son premier ouvrage sur la philosophie naturelle. En 1902, Francé reçoit l'invitation de venir à Munich. En 1906, il fonde la Société allemande de microbiologie et son institut, dont il est directeur. Il est rédacteur en chef du journal de cette société et cofondateur de Mikrokosmos en 1907. Il est rédacteur en chef d'autres séries de publications, telles que Jahrbuch für Mikroskopiker et Mikrologische Bibliothek, et parfois il édite Zeitschrift für den Ausbau der Entwicklungslehre.
En 1906, Francé lance l'œuvre monumentale en huit volumes Das Leben der Pflanze dont les quatre premiers volumes de 1906 à 1910 sont de sa propre plume. Cette œuvre est comparée par son éditeur au Brehms Tierleben.
Francé est considéré comme le découvreur de l'édaphon. En 1922, il publie une version populaire des connaissances scientifiques sur la vie du sol.
En 1916, il rencontre Annie Harrar, microbiologiste elle-aussi. Ils deviennent plus tard collègues. En 1923, il épouse Annie Harrar.
Il écrit soixante livres et une variété d'articles et d'écrits de vulgarisation scientifique. Chez Otto Weber Verlag, il est rédacteur en chef du magazine Telos – Halbmonatsschrift für Arbeit und Erfolg. En tant que graphiste reconnu, Francé développe la technique de la gravure à la plume pour la gravure sur cuivre.
D'autres lieux de sa vie sont Dinkelsbühl, Breslau, Salzbourg et Dubrovnik-Ragusa. Dans sa vie, il écrit de nombreux livres qui anticipent les idées écologiques modernes. Francé meurt d'une leucémie à Budapest en 1943. Il est enterré avec sa femme à Oberalm, en Autriche.

## Œuvre
Avec Wilhelm Bölsche, Francé est un vulgarisateur scientifique hors pair vers 1900 et jusque dans le premier tiers du XXe siècle. Il combine le plaidoyer d'une doctrine moderne du développement avec un vitalisme typique de l'époque et une philosophie naturelle conciliante. L'agriculture biologique se base en partie sur les découvertes de Francé, publiées dans ses livres Das Edaphon (1913) et Das Leben im Ackerboden et mises à la disposition d'un large public sous forme de série dans le magazine Kosmos.
Son épouse Annie Francé-Harrar, aussi biologiste et auteure, travaille avec lui pendant de nombreuses années et continue une partie de l'œuvre de sa vie après sa mort en 1943.
Raoul H. Francé est redécouvert comme le fondateur de la biotechnologie. Beaucoup de ses idées qui sont devenues progressistes ne sont reconnues qu'à la fin du XXe siècle.
Cependant son ouvrage Von der Arbeit zum Erfolg. Ein Schlüssel zum besseren Leben paru en 1934 lui vaut d'être mis en 1937 par l'Église catholique à l’Index librorum prohibitorum en 1937, car Francé est selon elle favorable au matérialisme biologique et à la suprématie de la race la plus forte.
Des rues portent son nom à Munich et Dinkelsbühl.